# Автономные советские социалистические республики (первая серия марок)
«Автоно́мные сове́тские социалисти́ческие респу́блики» первая серия — многолетняя тематическая серия почтовых марок СССР, посвящённая 50-летним юбилеям автономных советских социалистических республик, которая выпускалась в 1969—1980 годах (с 22 марта 1969 года по 10 января 1980 года согласно каталогу почтовых марок Михель).
Полные описания почтовых марок этой многолетней серии можно посмотреть здесь:
- 8. 50-летие Башкирской Автономной Советской Социалистической Республики (23/III 1919) и далее по годам.

Пять каталогов из шести задействованных каталогов:
- русский каталог с нумерацией ЦФА (ЦФА)[1][2];
- русский каталог «Стандарт-Коллекция» (SC)[3];
- американский каталог Скотт (Scott)[4];
- немецкий каталог Михель (Michel)[5];
- английский каталог Стэнли Гиббонс (SG)[6], —

практически полностью определяют серию. Это многолетняя фиксированная серия.
Оставшийся каталог разбил фиксированную серию из 19 марок на 8 подсерий:
- французский каталог Ивер и Телье (Yvert)[7].

Первая марка серии сильно отличается от остальных по оформлению, что повлияло на состав серии в большинстве каталогов, — во время выхода серии поменялся формат составляющих её марок.
Собственно Карельская АССР считается образованной 5 декабря 1936 года, а с 8 июня 1920 года существовала Карельская трудовая коммуна. В действительности с 1920—1930 годов существовали Чувашская, Удмуртская, Калмыцкая, Марийская, Кабардинская, Чечено-Ингушская, Северо-Осетинская, Кара-Калпакская, Мордовская автономные области и ССР Абхазия.
Серия содержит 19 марок, но автономных ССР было во время выхода серии 20. Созданная в 1921 году Тувинская Народная Республика вошла в состав СССР как Тувинская автономная область (Тувинская АО) в 1944 году (50-летний юбилей признаваемой независимой ТНР приходился на 1971 год, 50-летний юбилей Тувинской АССР в составе СССР — на 1994 год).
Французский каталог «Ивер и Телье» (фр. Yvert et Tellier) объединил в одну серию 13 марок 1970—1971 годов из разных многолетних серий, в том числе из этой серии. Подробности приведены в разделе Слабое пересечение серий.
Здесь 19 марок, это 12-летняя серия, отношение размера серии к её длительности: 1,6. Первый номер серии ЦФА 3730, дата выпуска марки с первым номером серии 1969-3-22.
| Автономные советские социалистические республики 1 (1969—1980) | Автономные советские социалистические республики 1 (1969—1980) | Автономные советские социалистические республики 1 (1969—1980) | Автономные советские социалистические республики 1 (1969—1980) | Автономные советские социалистические республики 1 (1969—1980) | Автономные советские социалистические республики 1 (1969—1980) | Автономные советские социалистические республики 1 (1969—1980) | Автономные советские социалистические республики 1 (1969—1980) | Автономные советские социалистические республики 1 (1969—1980) | Автономные советские социалистические республики 1 (1969—1980) | Автономные советские социалистические республики 1 (1969—1980) |
| №                                                              | Дата                                                           | ЦФА2                                                           | SC2                                                            | Scott2                                                         | Michel                                                         | SG2                                                            | Yvert8                                                         | Ном.                                                           | Кр.опис-е                                                      | Изобр-е                                                        |
| -------------------------------------------------------------- | -------------------------------------------------------------- | -------------------------------------------------------------- | -------------------------------------------------------------- | -------------------------------------------------------------- | -------------------------------------------------------------- | -------------------------------------------------------------- | -------------------------------------------------------------- | -------------------------------------------------------------- | -------------------------------------------------------------- | -------------------------------------------------------------- |
| 1                                                              | 1969-3-22Mi                                                    | 13730                                                          | 13653                                                          | 13577                                                          | 3604                                                           | 13665                                                          | 13469                                                          | 4к                                                             | 50-летие Башкирской АССР                                       |                                                                |
| 2                                                              | 1970-5-27Mi                                                    | 23899                                                          | 23823                                                          | 23742                                                          | 3770                                                           | 23832                                                          | 23603                                                          | 4к                                                             | 50-летие Татарской АССР                                        |                                                                |
| 3                                                              | 1970-6-5Mi                                                     | 23900                                                          | 23824                                                          | 23743                                                          | 3774                                                           | 23833                                                          | 23598                                                          | 4к                                                             | 50-летие Карельской АССР                                       |                                                                |
| 4                                                              | 1970-6-24Mi                                                    | 23901                                                          | 23825                                                          | 23744                                                          | 3778                                                           | 23834                                                          | 23604                                                          | 4к                                                             | 50-летие Чувашской АССР                                        |                                                                |
| 5                                                              | 1970-10-22Mi                                                   | 23902                                                          | 23849                                                          | 23744 B                                                        | 3801                                                           | 23836                                                          | 23602                                                          | 4к                                                             | 50-летие Удмуртской АССР                                       |                                                                |
| 6                                                              | 1970-10-22Mi                                                   | 23903                                                          | 23850                                                          | 23744 A                                                        | 3800                                                           | 23835                                                          | 23600                                                          | 4к                                                             | 50-летие Калмыцкой АССР                                        |                                                                |
| 7                                                              | 1970-11-4Mi                                                    | 23904                                                          | 23851                                                          | 23744 C                                                        | 3808                                                           | 23837                                                          | 23601                                                          | 4к                                                             | 50-летие Марийской АССР                                        |                                                                |
| 8                                                              | 1971-1-20Mi                                                    | 23969                                                          | 23894                                                          | 23814                                                          | 3845                                                           | 23903                                                          | 23599                                                          | 4к                                                             | 50-летие Дагестанской АССР                                     |                                                                |
| 9                                                              | 1971-3-3Mi                                                     | 23970                                                          | 23895                                                          | 23815                                                          | 3856                                                           | 23904                                                          | 23604 A                                                        | 4к                                                             | 50-летие Абхазской АССР                                        |                                                                |
| 10                                                             | 1971-6-16Mi                                                    | 23971                                                          | 23937                                                          | 23816                                                          | 3888                                                           | 23905                                                          | 23604 B                                                        | 4к                                                             | 50-летие Аджарской АССР                                        |                                                                |
| 11                                                             | 1971-8-17Mi                                                    | 23972                                                          | 23938                                                          | 23818                                                          | 3919                                                           | 23907                                                          | 23753                                                          | 4к                                                             | 50-летие Коми АССР                                             |                                                                |
| 12                                                             | 1971-8-17Mi                                                    | 23973                                                          | 23939                                                          | 23817                                                          | 3918                                                           | 23906                                                          | 23752                                                          | 4к                                                             | 50-летие Кабардино-Балкарской АССР                             |                                                                |
| 13                                                             | 1972-4-20Mi                                                    | 24117                                                          | 24051                                                          | 23819                                                          | 4001                                                           | 24052                                                          | 33829                                                          | 4к                                                             | 50-летие Якутской АССР                                         |                                                                |
| 14                                                             | 1972-11-22Mi                                                   | 24118                                                          | 24113                                                          | 23820                                                          | 4063                                                           | 24053                                                          | 33829 A                                                        | 4к                                                             | 50-летие Чечено-Ингушской АССР                                 |                                                                |
| 15                                                             | 1973-5-24Mi                                                    | 24240                                                          | 24176                                                          | 23821                                                          | 4126                                                           | 24175                                                          | 43938                                                          | 4к                                                             | 50-летие Бурятской АССР                                        |                                                                |
| 16                                                             | 1974-2-6Mi                                                     | 24318                                                          | 24259                                                          | 23822                                                          | 4209                                                           | 24253                                                          | 54011                                                          | 4к                                                             | 50-летие Нахичеванской АССР                                    |                                                                |
| 17                                                             | 1974-7-7Mi                                                     | 24319                                                          | 24306                                                          | 23823                                                          | 4256                                                           | 24298                                                          | 64053                                                          | 4к                                                             | 50-летие Северо-Осетинская АССР                                |                                                                |
| 18                                                             | 1975-1-24Mi                                                    | 24431                                                          | 24378                                                          | 24286                                                          | 4328                                                           | 24367                                                          | 74118                                                          | 4к                                                             | 50-летие Каракалпакской АССР                                   |                                                                |
| 19                                                             | 1980-1-10                                                      | 25032                                                          | 24964                                                          | 24806                                                          | 4914                                                           | 24955                                                          | 84658                                                          | 4к                                                             | 50-летие Мордовской АССР                                       |                                                                |